# Пак Ин Чхол
Пак Ин Чхол  (кор. 박은철, 18 січня 1981) — південнокорейський борець греко-римського стилю, призер чемпіонату світу, олімпійський медаліст.

## Спортивні результати на міжнародних змаганнях

### Виступи на Олімпіадах
| Змагання                    | Збірна         | Вагова категорія                 | Місце  |
| --------------------------- | -------------- | -------------------------------- | ------ |
| Літні Олімпійські ігри 2008 | Південна Корея | греко-римська боротьба, до 55 кг | Бронза |

### Виступи на Чемпіонатах світу
| Змагання                        | Збірна         | Вагова категорія                 | Місце  |
| ------------------------------- | -------------- | -------------------------------- | ------ |
| Чемпіонат світу з боротьби 2005 | Південна Корея | греко-римська боротьба, до 55 кг | Срібло |
| Чемпіонат світу з боротьби 2006 | Південна Корея | греко-римська боротьба, до 55 кг | Бронза |
| Чемпіонат світу з боротьби 2007 | Південна Корея | греко-римська боротьба, до 55 кг | Срібло |

### Виступи на Азійських іграх
| Змагання           | Збірна         | Вагова категорія                 | Місце |
| ------------------ | -------------- | -------------------------------- | ----- |
| Азійські ігри 2006 | Південна Корея | греко-римська боротьба, до 55 кг | 9     |

### Виступи на Кубках світу
| Змагання                    | Збірна         | Вагова категорія                 | Місце  |
| --------------------------- | -------------- | -------------------------------- | ------ |
| Кубок світу з боротьби 2008 | Південна Корея | греко-римська боротьба, до 60 кг | Бронза |

### Виступи на інших змаганнях
| Змагання                                        | Збірна         | Вагова категорія                 | Місце  |
| ----------------------------------------------- | -------------- | -------------------------------- | ------ |
| Чемпіонат світу з боротьби серед студентів 2000 | Південна Корея | греко-римська боротьба, до 54 кг | 6      |
| Східноазійські ігри 2001                        | Південна Корея | греко-римська боротьба, до 54 кг | 4      |
| Чемпіонат світу з боротьби серед студентів 2002 | Південна Корея | греко-римська боротьба, до 55 кг | Срібло |
| Всесвітні ігри військовослужбовців 2007         | Південна Корея | греко-римська боротьба, до 55 кг | Золото |

### Виступи на змаганнях молодших вікових груп
| Змагання                                      | Збірна         | Вагова категорія                 | Місце  |
| --------------------------------------------- | -------------- | -------------------------------- | ------ |
| Чемпіонат Азії з боротьби серед юніорів 1998  | Південна Корея | греко-римська боротьба, до 49 кг | Срібло |
| Чемпіонат світу з боротьби серед юніорів 1998 | Південна Корея | греко-римська боротьба, до 49 кг | 6      |
| Чемпіонат світу з боротьби серед юніорів 1999 | Південна Корея | греко-римська боротьба, до 58 кг | 9      |
| Чемпіонат світу з боротьби серед юніорів 1999 | Південна Корея | греко-римська боротьба, до 50 кг | 4      |
| Чемпіонат світу з боротьби серед юніорів 2000 | Південна Корея | греко-римська боротьба, до 54 кг | 7      |